# هيو كينيدي (سياسي)
هيو كينيدي (بالإنجليزية: Hugh Kennedy)‏ (و. 1879 – 1936 م) هو سياسي، وقاضي، من جمهورية أيرلندا، ولد في دبلن، توفي عن عمر يناهز 57 عاماً.

## مناصب
تولى منصب نائب دييل، وكذلك تولى منصب المدعي العام لأيرلندا في الفترة (31 يناير 1922-5 يونيو 1924).